# Apopa
El distrito de Apopa, está ubicado al Oeste, forma parte de los distritos del municipio de San Salvador Oeste, del  departamento de San Salvador. Tiene una superficie de 51,84 km² y una población de 129.083 habitantes según el censo oficial de 2024, lo que lo convierte en el séptimo distrito más poblado de la nación.
| Censo | Población | Cambio | Porcentaje |
| ----- | --------- | ------ | ---------- |
| 2007  | 131 286   | N/D    | N/D        |
| 2024  | 129 083   | -2 203 | -1.7%      |

## Toponimia
El topónimo Apopa proviene del náhuat "Apukpan" o "Apocpa" que significa "Lugar de neblinas", "Lugar de vapores y agua" o "Ciudad de las Neblinas".  Esta composición proviene de las raíces Po,pocti=vapor, humo; A, At=agua; Pa=sufijo y Aput=cop 

## Geografía física
El distrito tiene una extensión de 51.84 km².

### Localización
Limita al norte con los distritos de Nejapa y Guazapa, al sur con los de Ciudad Delgado, Mejicanos, Ayutuxtepeque y Cuscatancingo, al este con los de Ciudad Delgado y Tonacatepeque y al oeste con el de Nejapa.

### Hidrografía
Riegan el distrito los ríos Acelhuate, Las Cañas, Guaycume y Tomayate; asimismo nace en el municipio el río Chacalapa, que cambia su nombre por el de El Ángel a su paso por el Ingenio del mismo nombre, desembocando en el río Tomayate.

### Orografía
Dentro del distrito se encuentran los Cerros: El Sartén y Guaycume.

### Clima
El clima es caluroso y pertenece al tipo de tierra caliente. Apopa está ubicada en el Valle Interior de El Salvador.

## Demografía
Apopa es uno de los distritos más densamente poblados de El Salvador, ya que posee una población de 131,286 habitantes, según el censo del año 2007, lo cual significa una densidad de 2,532.52 habitantes por kilómetro cuadrado, ocupando el puesto número 6 en la población.

## Historia
Según el corregidor intendente Don Antonio Gutiérrez Ulloa, Apopa era un pueblo grande del Partido de San Salvador, cuyo vecindario se componía de: 35 individuos españoles, 625 indios y 1,112 ladinos, se cultivaba frutas, caña, maíz y arroz, se criaba ganado en las áreas rurales. El pueblo de Apopa fue fundado el 15 de enero de 1543 con el nombre "Santa Catalina Apocpa" 

### Pos-independencia
El pueblo de Apopa, formó parte del Departamento de San Salvador desde el 12 de junio de 1824, hasta el 9 de marzo de 1836. En esta última fecha se incorporó en el Distrito Federal de la República Federal de Centroamérica a cuya unidad administrativa perteneció hasta el 30 de junio de 1839. Nuevamente como municipio del Distrito Norte de San Salvador, al disolverse la Federación Centroamericana.
En un informe municipal de Apopa, de fecha 14 de noviembre de 1860, aparece esta población con 2,194 habitantes, alojados en 247 casas de paja y 79 de teja en el recinto urbano, más un número impreciso en el área rural. Comprendía la jurisdicción tres haciendas: El Ángel, San José Arrasola, San Nicolás. Esta última comprada por la Corporación Municipal, cooperando en su adquisición el general presidente de la República Gerardo Barrios. Por Ley del 28 de enero de 1865 se creó el Distrito Norte o Distrito de Apopa como cabecera y con jurisdicción en las poblaciones de San Martín, Tonacatepeque y Nejapa. 
El alcalde electo para el año de 1872 era don Santiago Rivera.
El alcalde electo para el año de 1873 era don José Braulio Acosta. Fue afectado por el terremoto del 19 de marzo de 1873 de 7.3 grados de richter que destruyó a San Salvador.
Durante la administración del mariscal de campo Don Santiago González y por Decreto Legislativo de fecha 7 de marzo de 1874 se concedió el título de Villa al pueblo de Apopa. El distrito de Apopa se vio acrecentado el uno de febrero de 1878, por la incorporación del municipio de El Paisnal, segregado de Suchitoto. Por Ley de fecha 18 de marzo de 1892, Apopa dejó de ser Cabecera del antiguo Distrito y entró a formar parte del nuevo Distrito de Tonacatepeque. 
Durante la administración de Don Jorge Meléndez y por Decreto Legislativo del 7 de junio de 1921, se confirió el título de Ciudad a la Villa de Apopa, en premio por el progreso en que se encontraba en esa época, debido al esfuerzo patriótico de sus habitantes.

## La ciudad de Apopa
El título de villa le fue concedido el 7 de marzo de 1874 y el de ciudad el 7 de junio de 1921, este último bajo la administración de Jorge Meléndez.

## Economía
La ciudad de Apopa se caracteriza por ser un centro de desarrollo de la zona norte del área metropolitana de San Salvador y una de las ciudades clave del Plan de Desarrollo Territorial (2001-2015) para dicha zona. En este municipio se halla gran cantidad de fábricas que se dedican a la textilería, como la empresa INSINCA, elaboración de ladrillos de cemento, productos metálicos, etc. Así mismo tiene varios centros comerciales, entre ello Peri Plaza, Pericentro y Plaza Mundo Apopa que abrió sus puertas en 2021, así como varios supermercados, farmacias, peluquerías, restaurantes de comida rápida, etc.
En el año 2019, se empezó a construir en donde un tiempo fue la fábrica de bloques de la Empresa Grupo Saltex, S.A de C.V.; un mega Centro Comercial el cual lleva por nombre Plaza Mundo de que sería el segundo en la capital., cuyos principales inversionistas son AGRISAL  un grupo empresarial que goza de prestigiosa reputación local e internacional. Las empresas que le integran son hoy en día, iconos de calidad, servicio y excelencia.

## Transportes
En los últimos años, Apopa, ha recibido un mayor impulso con la finalización del Periférico Norte. 

## Medios de comunicación
Cabe mencionar que este distrito cuenta con una variedad medios de comunicación local propio (Canales de televisión, radio y periódicos) donde los apopenses pueden enterarse del que hacer de su municipio.

## Patrimonio
El 1 de abril de 2001, en las proximidades del cementerio municipal, junto al río Tomayate, se descubrió un yacimiento de fósiles, considerado como el más diverso y grande de Centroamérica.

## Organización territorial y urbanismo
La cabecera del distrito es la ciudad de Apopa, la cual se divide en los barrios El Perdido,El Calvario,El Tránsito y San Sebastián y varias colonias,Lotificaciones y comunidades, entre las que están: Urbanización Lourdes, Jardines del Norte I y II, Reparto Apopa, Vista Bella, Residencial Vista Bella, San José, colonia Cuscatlán, Ana Lili,El Sitio, Los Angeles,Santa Carlota,La Pinera, San Sebastián,I Y II, Jardines de San Sebastián,El Salvador,Las Mercedes, Ciudad Obrera, Nueva Apopa, San Andrés, Madre Tierra I y II, Jardines de Madre Tierra, Tierra Nuestra, La Ermita I Y II, Moreno,Santa Catarina,El Castillo,La Ponderosa,Chintuc 1 y 2 ,Santa Lucía, María Elena, Guadalupe, Las Orquídeas, Los Naranjos, Las Jacarandas, El Álamo, El Cocal, San Andrés,El Tikal,Valle del Sol, Santa Marta, Popotlán I y II, Valle Verde I, II, III, IV.

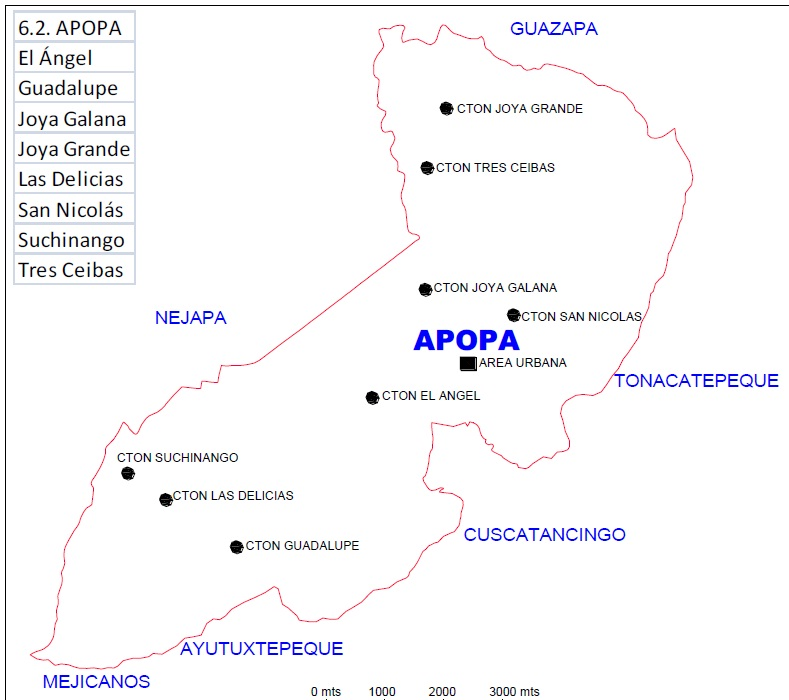
Cantones del municipio de Apopa

A partir de 2015 se mostró interés en el desarrollo del cantón El Ángel, lo que generó la aprobación de un plan parcial de desarrollo urbano, asociado de una ordenanza para su aplicación. Fruto de ese desarrollo en la actualidad Grupo Roble construye la Residencial El Ángel II, conocido comercialmente como Paseo del Prado, del cual ya se finalizaron 3 polígonos y se encuentran en construcción otros 2. En esa misma zona se proyecta la construcción de Residencial Valle Dulce, construido por Urbánica. En derredor de estos ejes residenciales se ha construido el nuevo centro de distribución de Ferreterías Freund, así como OfiBodegas, aledaño a Nejapa Power y se está edificando otro complejo de bodegas en la zona.
Apopa cuenta con 8 cantones, los cuales son: El Ángel, Guadalupe, Joya Galana, Las Delicias,Suchinango, Tres Ceibas, San Nicolás y Joya Grande. Además cuenta con 38 caseríos, 31 urbanizaciones, 38 colonias, 49 lotificaciones, 12 comunidades, 7 residenciales y 4 parcelaciones, haciendo un total de 182 asentamientos poblacionales. 

## Cultura
Sus talentos y riqueza cultural está llena de grandes artistas que han surgido y han sobresalido con el paso del tiempo como lo es , La Orquesta American Júnior y muchos más escritores.

## Patrimonio cultural inmaterial
Sus fiestas patronales son celebradas en honor a Santa Catarina Virgen y Mártir del 16 al 25 de noviembre..Donde sale la Tricentenaria Imagen peregrina de Santa Catarina durante su novena visitando las diversas comunidades católicas de la parroquia. 
Sus Fiestas Copatronales son celebradas en honor a San Judas Tadeo Apóstol Y Mártir el 28 de octubre
Posee diversas fiestas religiosas como a la Inmaculada Concepción de María, Copatrona Jurada de la Ciudad,la devoción a Nuestra Señora de Guadalupe nombrada Copatrona a nivel Parroquial desde 2007 y la fiesta a la Virgen de Fátima, Antigua y anterior copatrona parroquial hasta 2007.
También la antigua iglesia del Calvario, dedicada al Divino Señor del Calvario celebra sus fiestas el 15 de enero en el barrio que lleva su nombre,donde es administrado su templo por el templo parroquial Santa Catarina.

## Personas destacadas
Entre sus personalidades destacadas están Vicente Acosta (escritor), Noe Canjura(pintor), Hildebrando Juárez (escritor), Salvador Juárez (escritor).

## Galería

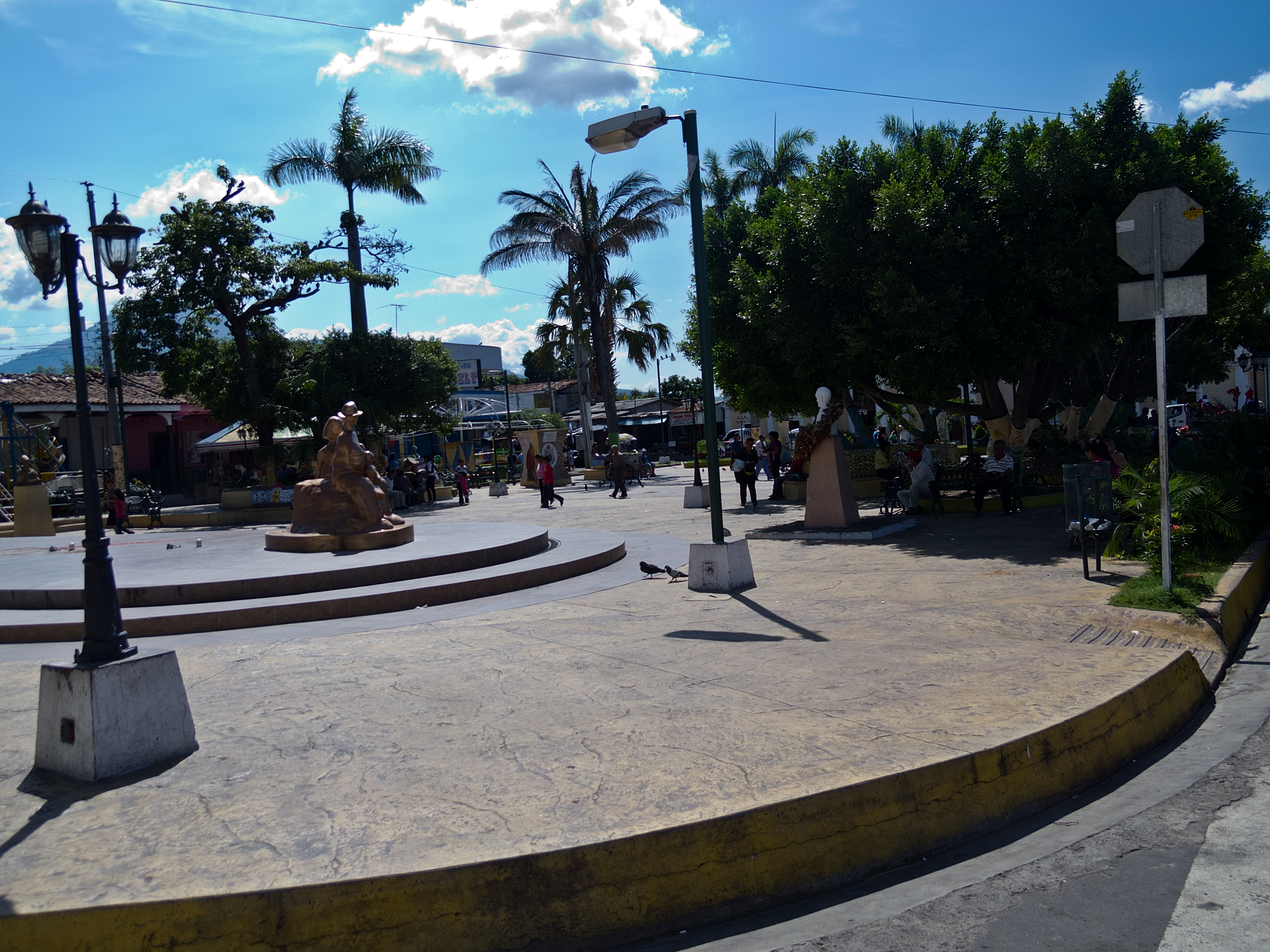
Vista del parque central de Apopa
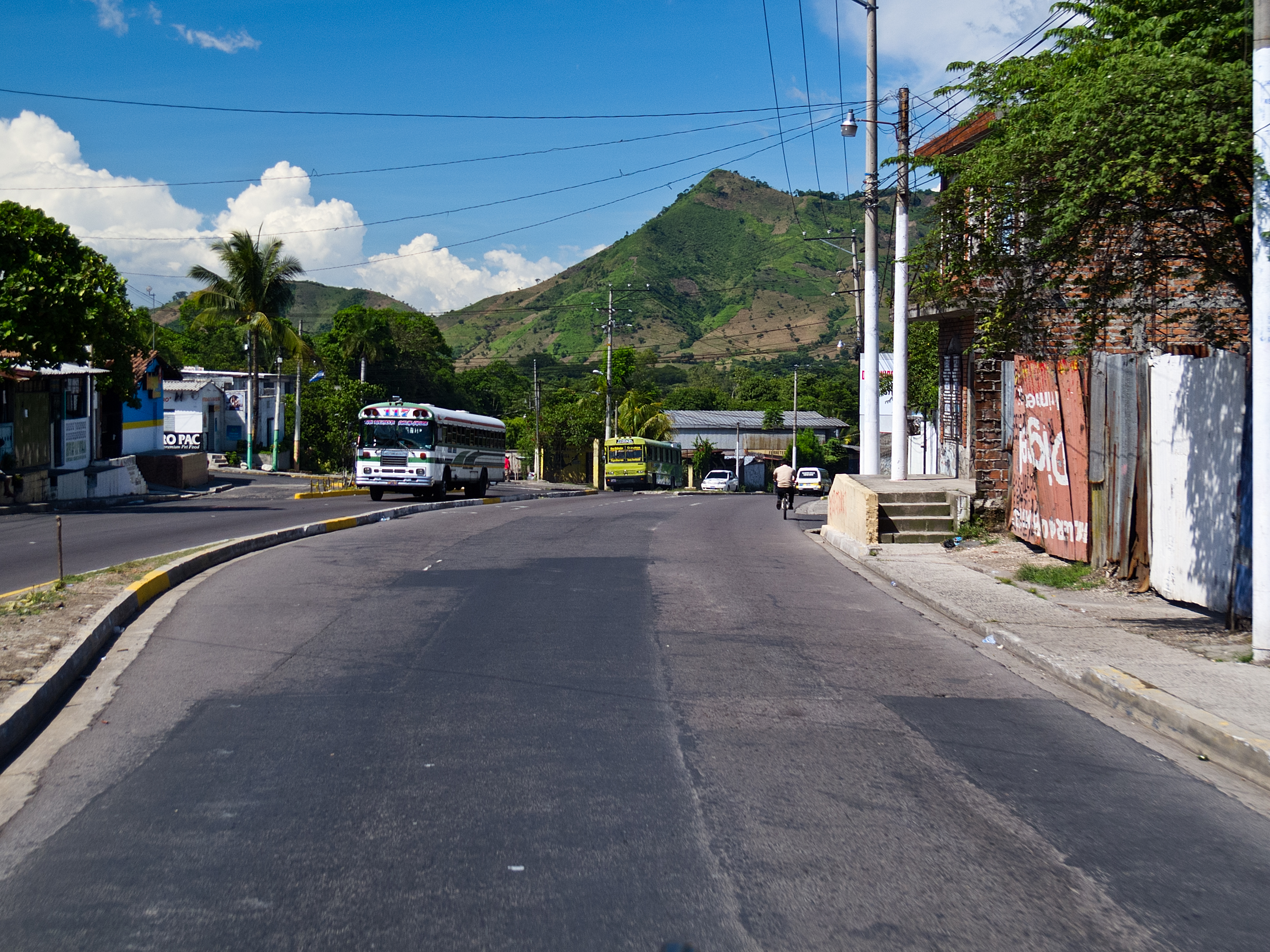
Calles de Apopa (Aquí, el troncal del norte, hacia El Poy (frontera con Honduras)
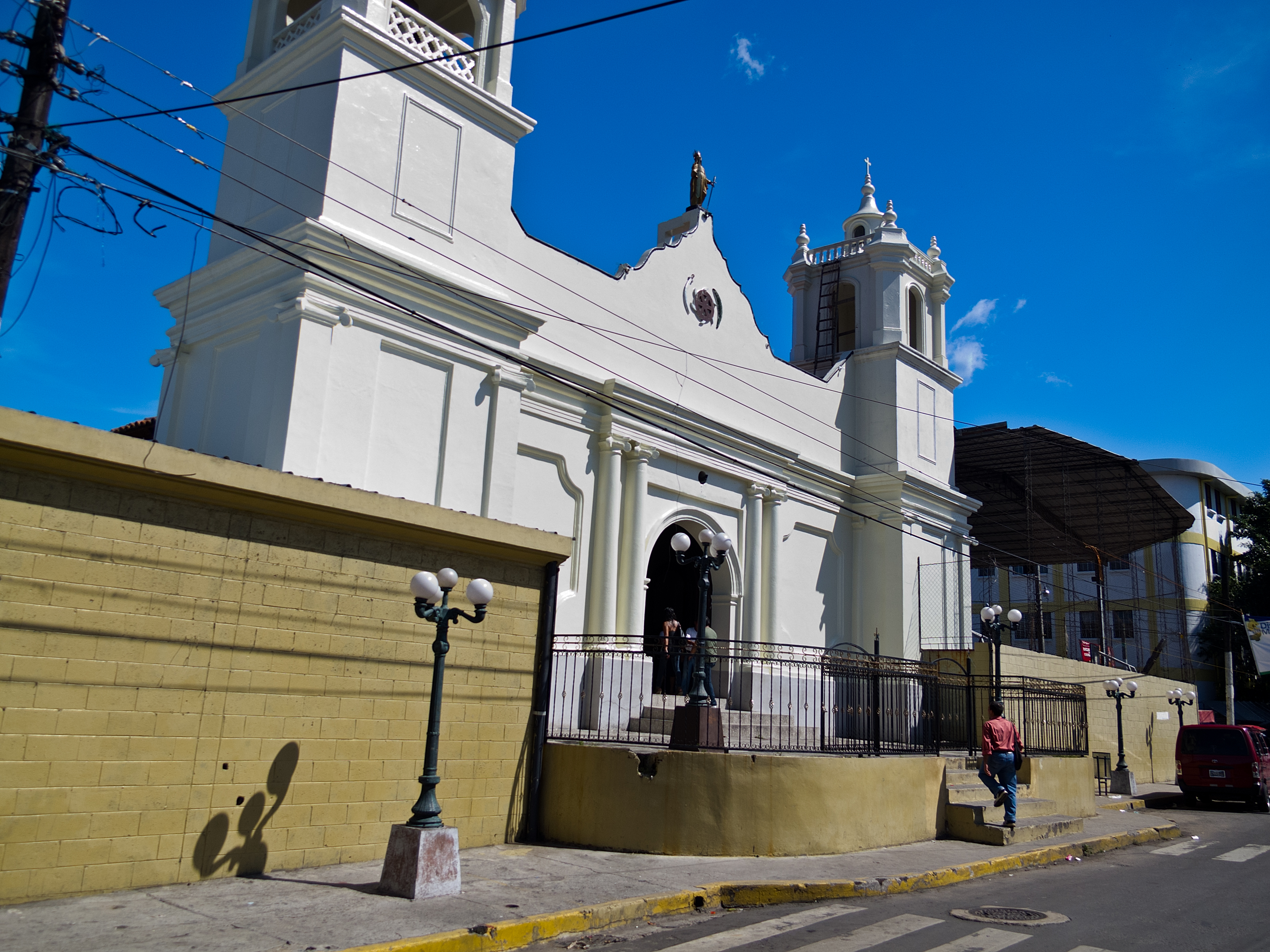
Iglesia Católica en Apopa (frente al parque central)
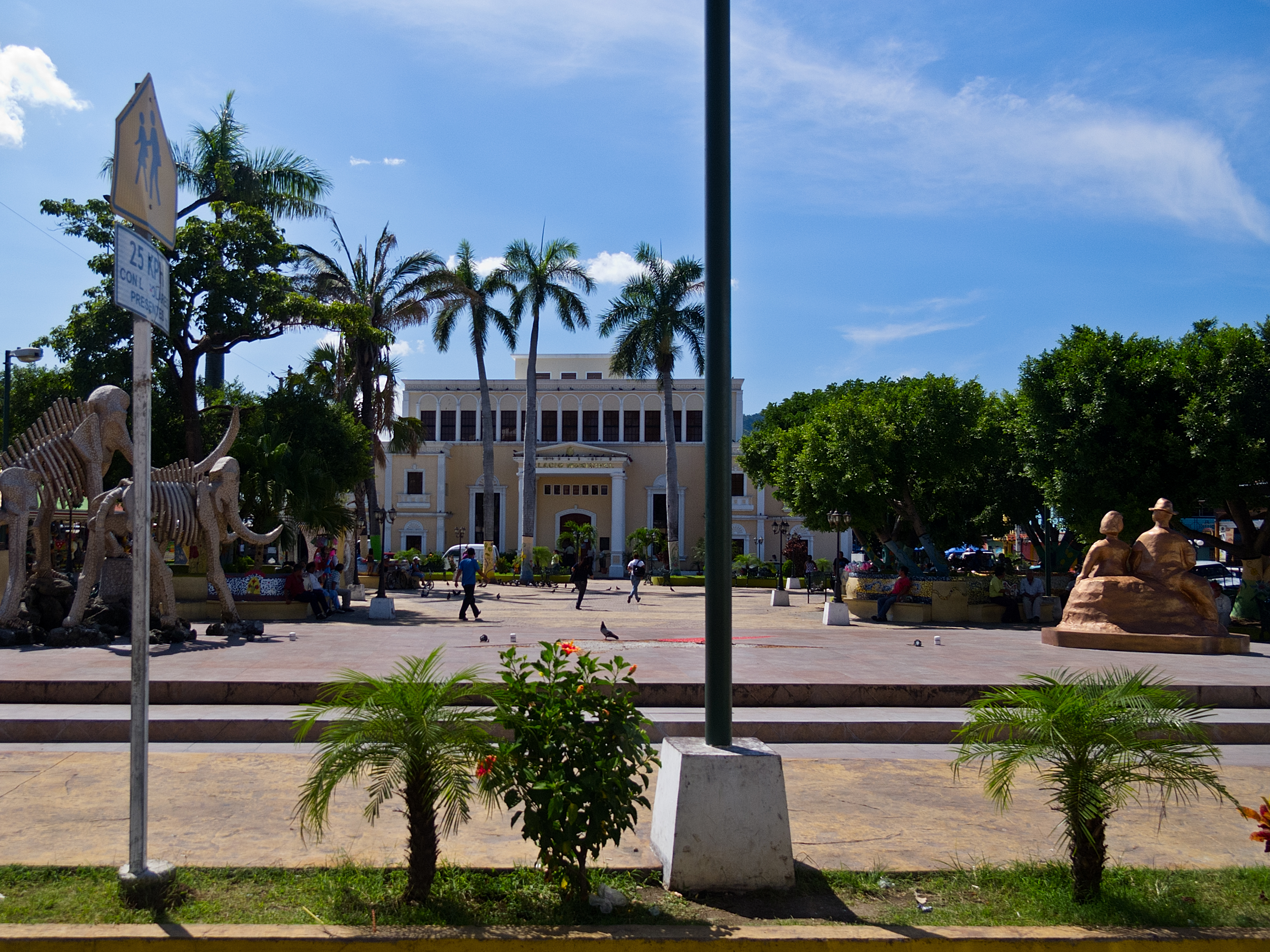
La alcaldía de Apopa